# Anne Garbe
Anne Garbe (* 13. Januar 1945 in Epe) ist eine deutsche Politikerin und ehemalige Landtagsabgeordnete (SPD).

## Leben und Beruf
Nach dem Besuch der Volksschule absolvierte sie eine kaufmännische Ausbildung und war anschließend in diesem Beruf tätig. Danach war sie mit Unterbrechungen als Datenerfasserin, EDV-Lohnbuchhalterin und Marketing-Assistentin beschäftigt.
Mitglied der SPD ist Garbe seit 1970. Sie war und ist in zahlreichen Gremien der SPD vertreten. Außerdem war sie Mitglied der Gewerkschaft Handel, Banken und Versicherungen von 1958 bis 1968 und seit 1978 Mitglied der Gewerkschaft Handel, Banken und Versicherungen sowie der Arbeiterwohlfahrt.

## Abgeordnete
Vom 30. Mai 1985 bis zum 31. Mai 1995 und vom 2. November 1998 bis zum 1. Juni 2000 war Garbe Mitglied des Landtags des Landes Nordrhein-Westfalen. Sie wurde zweimal im Wahlkreis 099 Münster II direkt gewählt und rückte in der zwölften Wahlperiode über die Reserveliste ihrer Partei nach.